# Walk Along
Walk Along – singiel holenderskiej piosenkarki Trijntje Oosterhuis napisany przez Anouk Teeuwe i wydany w 2014 roku. Utwór został zaprezentowany premierowo 11 grudnia podczas audycji radiowej De Gouden Uren rozgłośni NPO Radio 2
Utwór reprezentował Holandię podczas 60. Konkursu Piosenki Eurowizji w 2015 roku. 19 maja piosenka została zaprezentowana jako czwarta w kolejności podczas pierwszego półfinału widowiska organizowanego w Wiedniu i zajęła ostatecznie 14. miejsce, przez co nie zakwalifikowała się do finału.
Kompozycja opisywana jest jako „poprockowy kawałek przypominający nieco amerykańską oldschoolową muzykę młodzieżową”.

## Notowania na listach przebojów
| Kraj     | Lista (2014-15) | Najwyższe miejsce |
| -------- | --------------- | ----------------- |
| Holandia | Single Top 100  | 7                 |
| Holandia | Dutch Top 40    | 35                |